# آلبر کورکن
آلبر کورکن (فرانسوی: Albert Courquin‎; ۳۰ مارس ۱۸۷۵ – ۲۴ مارس ۱۹۵۳) تیرانداز اهل فرانسه بود.
وی در مسابقات کشوری و بین‌المللی در مجموع برندهٔ ۱ مدال نقره، ۱ مدال برنز شده‌است.